# 瓦爾瓦拉灣
62°20′10″S 59°08′00″W / 62.33611°S 59.13333°W

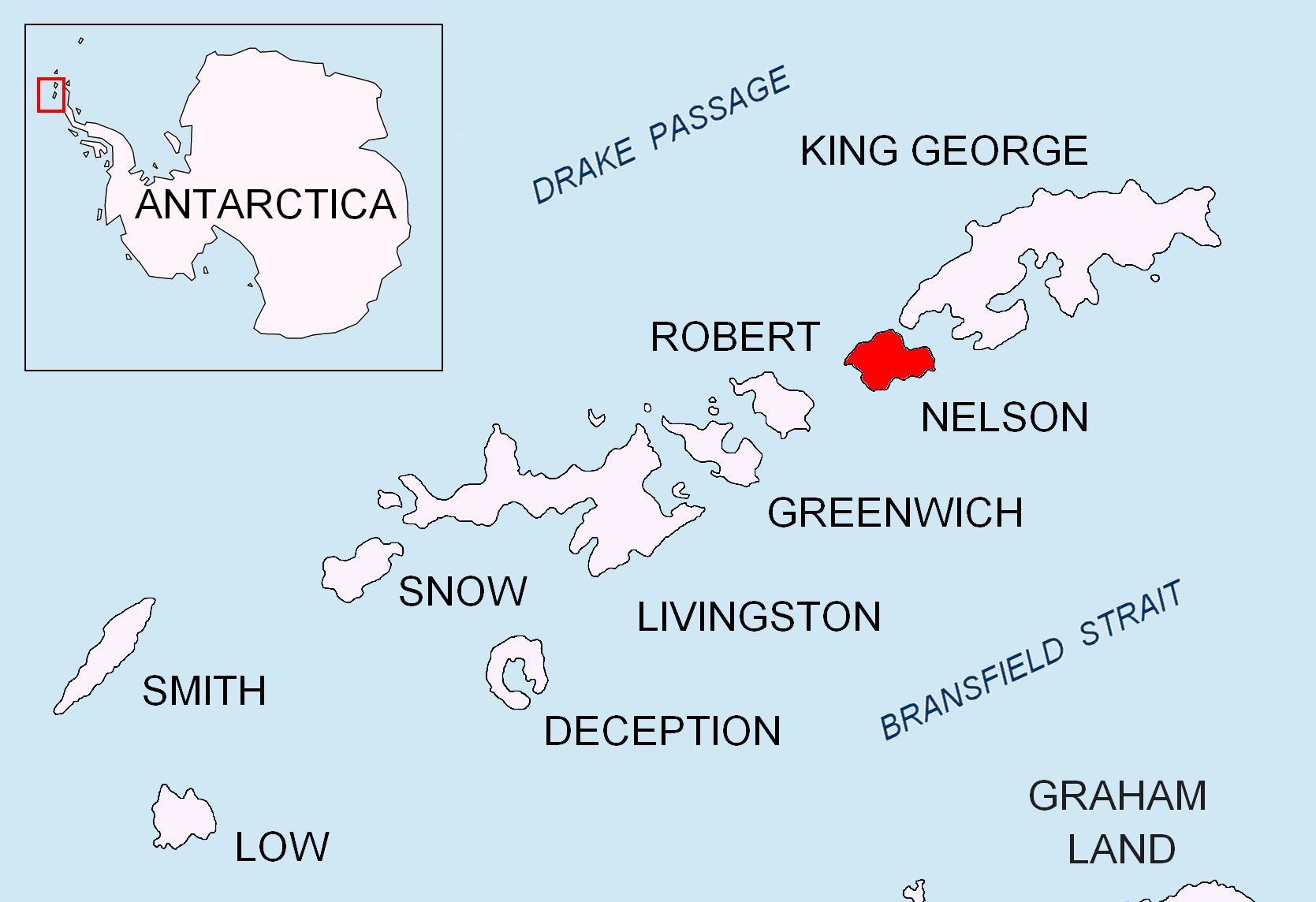

瓦爾瓦拉灣，是南極洲的海灣，位於南設得蘭群島的納爾遜島西南岸，長1.9公里、寬3.3公里，入口處在瑟托角東南面和羅斯角西北面，以保加利亞東南部城鎮命名，現時由南極條約體系管理。